# Chorthippus rubratibialis
Chorthippus rubratibialis is een rechtvleugelig insect uit de familie veldsprinkhanen (Acrididae). De wetenschappelijke naam van deze soort is voor het eerst geldig gepubliceerd in 1978 door Schmidt.
1. ↑  (en) Chorthippus rubratibialis op de IUCN Red List of Threatened Species.